# تعطیلات عمومی در هند
در هندوستان تعطیلی‌های رسمی متعددی وجود دارد. از جمله روزهایی که در تمام هند تعطیل هستند، عبارتند از روز جمهوری هند در ۲۶ ژانویه، روز جهانی کارگر در یکم مه، روز استقلال در ۱۵ آگوست و گاندی جایانتی در ۲ اکتبر.
دولت‌های محلی همچنین بنا بر بافت جمعیتی ساکنین خود مناسبت‌های مذهبی و قومی را گرامی می‌دارند: اعیاد مذهب جین شامل ماهاویر جانما کالیاناک، پریوشان و دیوالی؛ مناسبت‌های سیک‌ها شامل گورو نانک جایانتی و وایساخی؛ فیستیوال‌های هندوئیسم مانند ماکار سانکرانتی، ماها شیوارتری، اونام، جانماشتمی، ساراسواتی پوجا، دیوالی، گانش چاتورتی، رکشابندان، هولی، دورگا پوجا و ناوراتری; تعطیلی‌های مسلمانان شامل عید فطر، عید قربان، میلاد پیامبر و محرم; فستیوال‌های بوداییان شامل Ambedkar Jayanti, Buddha Jayanti, Dhammachakra Pravartan Day و Losar; اعیاد مسیحیت مانند کریسمس و آدینه نیک.

## دومین شنبهٔ هر ماه
منشأ سنت تعطیلی شنبه‌های دوم هر ماه، به کمپانی هند شرقی بازمی‌گردد. در قسمت پیدایش در کتاب مقدس گفته شده روز هفتم یا همان شنبه، بعد از شش روز که خداوند جهان را خلق کرد، روز استراحت و عبادت بود.
سیاره زحل (ساترن) که نام روز شنبه از آن گرفته شده، دومین سیارهٔ بزرگ می‌باشد و دومین شنبه در ماه میلادی، در تقویم کشور هند تعطیل اعلام شده. به نظر می‌رسد هیچ کشور دیگری این سنت را دنبال نمی‌کند مگر اسرائیل، زیرا یهودیان هفتمین روز را (شنبه‌ها) روز سبت می‌دانند.